# Concepción del Bermejo
Concepción del Bermejo est une localité argentine située dans la province du Chaco, dans le département d'Almirante Brown. Elle est située à côté de la route nationale 16.

## Origine du nom
Elle rappelle la ville disparue de Concepción de Buena Esperanza, communément appelée Concepción del Bermejo, qui fut la première ville blanche du Chaco Austral, fondée par Hernando Arias de Saavedra en 1585.

## Histoire
Dès 1909, 2 500 hectares avaient déjà été mis en réserve à côté de la gare de 1 451 km du chemin de fer de Barranqueras à Metán. Cependant, ce n'est qu'en 1932 qu'une ville est tracée et en 1934, l'exécutif national décrète finalement la création de la ville. À cette époque, la région était déjà assez peuplée, ses habitants profitant de la qualité de la terre et de la disponibilité de l'eau dans des forages peu profonds pour l'agriculture. Mais le manque de précipitations dans la région a fait que le boisement des forêts indigènes était la principale activité économique.
En 1936, la Comisión de Fomento (Commission de développement) a été créée, qui a été réglementée deux ans plus tard pour fournir des infrastructures à la communauté. En 1959, elle a été élevée au rang de municipalité de troisième catégorie.

## Démographie
Elle comptait 4 744 habitants (Indec, 2001), ce qui représente une augmentation de 54 % par rapport aux 3 085 habitants (Indec, 1991) du recensement précédent.

## Voies de communication
La principale voie d'accès est la route nationale 16, qui la relie par chaussée au sud-est avec Aviá Teraí et Presidencia Roque Sáenz Peña, et au nord-ouest avec Pampa del Infierno et la province de Salta. Une autre route qui la traverse est la route provinciale 50, qui la relie au nord à la route provinciale 40 (et à travers elle à Tres Isletas) et au sud-est à Campo Largo.